# Hàn Ế
Hàn Ế (chữ Hán: 寒豷) là một nhân vật sống vào thời kỳ vô vương chi thế của nhà Hạ trong lịch sử Trung Quốc, ông là con của Hàn Trác và là em của Hàn Kiêu.
Sau khi Hàn Trác được Hậu Nghệ tin dùng đã lần lượt đưa Hàn Kiêu và Hàn Ế vào trong cung giữ chức quan để tăng thêm vây cánh, Hàn Ế là người hung bạo chỉ thích dùng vũ lực chứ chẳng có mưu mẹo gì cả. Mấy lần Hậu Nghệ phái Hàn Trác đánh đuổi Hạ Tướng thì Ế cũng theo cha lập được vài thành tích nho nhỏ, đến lúc Hàn Trác giết được Hậu Nghệ thì phong cho Ế làm vua nước Qua (ngày nay thuộc tỉnh Hà Nam). Trách nhiệm của Ế cũng như của Kiêu là làm phên dậu để bảo vệ triều đình trung ương, ngoài ra còn ngăn ngừa khống chế sự trỗi dậy của tôn thất và bề tôi trung tín nhà Hạ. Tuy nhiên Ế cung như Kiêu cả hai anh em đều bị Thiếu Khang lừa đánh đến đâu họ lui quân đến đó thành ra cứ tưởng là quân mình giỏi dẫn đến chủ quan khinh địch, sau khi đã chuẩn bị đầy đủ lực lượng thì Thiếu Khang ra lệnh tổng tấn công từ mọi phía. Hàn Kiêu chết về tay Việt hầu Vô Dư còn Ế bị Hạ Trữ sát hại, Ế làm vua nước Qua khoảng hơn 30 năm kể từ khi được Hàn Trác phân phong.